# Peter Lawson (homme politique)
Pour les articles homonymes, voir Peter Lawson et Lawson.
Peter Lawson (10 janvier 1821-22 mars 1911) est un homme politique canadien de l'Ontario. Il est député fédéral libéral de la circonscription ontarienne de Norfolk-Sud de 1867 à 1872.
Ne à Woodstock dans le Connecticut, Lawson s’établi ensuite dans le Haut-Canada avec sa famille en 1830 . Il devient tanneur dans le secteur de Port Dover (en) .
Il entame une carrière publique en servant comme préfet du canton de Woodhouse 
Élu en 1867, il ne se représente pas en 1872.